# Государственная идеология Исламской Республики Иран
Государственная идеология Исламской Республики Иран
Исламская Республика Иран была провозглашена с окончанием Исламской революции, 1 апреля 1979 года.
Сразу же после победы были проведены кардинальные изменения во всех сферах жизнедеятельности иранского населения. Например, в декабре 1979 года была принята конституция, провозгласившая в Иране исламскую республику. В ней было специально оговорено, что высшая власть в стране принадлежит духовенству в лице имама Хомейни (после его смерти — его преемнику), а гражданскую политическую власть осуществляют президент, меджлис и премьер-министр.
Основной закон содержал и узаконил принципы и идеи, указанные в произведениях Хомейни.
Главные источники, на основе которых разработана конституция ИРИ — Коран, хадисы пророка Мухаммеда и произведения Хомейни. Что касается государственной идеологии, то её основополагающие принципы также приобрели религиозный характер.
Так, Рухолла Хомейни выделил 5 столпов исламского государства:
1. общераспространённое недопонимание; в этом пункте Хомейни пишет о том, что ни одно государство в мире невозможно назвать исламским, в то время, как некоторые существующие правительственные системы считаются исламскими. Лидер революции здесь указывает на то, что исламское государство не является диктаторским, ему не свойственны парламентская и президентская формы правления. Одним словом, Хомейни хотел подчеркнуть важность мусульманского духовенства в формировании и управлении государства, то есть, по его рассуждениям, во главе страны должно стоять духовенство, что полностью отвечает исламской религии;
2. правление Законов Аллаха; Хомейни считает, что правовую основу всех сфер жизнедеятельности населения исламского государства должен составлять шариат, законы которого равны для всех независимо от статуса или национальности гражданина;
3. основные характеристики главы исламского государства; главная идея этого столпа — это обладание руководителем страны доскональными знаниями шариата и умениями справедливо и по назначению применять его законы, также говорится о том, что имам (духовный лидер государства) должен быть учёным-богословом, чтобы обладать умением правильно интерпретировать законы шариата для населения: порядки в период отсутствия. Под термином «отсутствие» в исламской культуре подразумевают «отсутствие двенадцатого имама», который должен явиться в день Страшного Суда (недоступная ссылка). Все дело в том, что шииты-имамиты признают 12 имамов, которые являются последователями рода пророка Мухаммеда. Последний имам (12-й) под именем Аль-Махди исчез при загадочных обстоятельствах. Приверженцы шиизма считают, что он находится под защитой Господа и вернется на землю в день Страшного Суда[2].
4. Таким образом, факих (знаток исламского права) должен управлять государством в период отсутствия двенадцатого имама. Это делается с целью недопущения утраты исламских ценностей и образа жизни;
5. власть учёных и справедливый глава государства; основная идея данного тезиса — необходимость построить именно Исламское правительство, основанное на правильном толковании шариата и справедливости, для того, чтобы претворять в жизнь исламские законы и традиции, так как лишь учёный и справедливый человек может это осуществить.

Вышеописанные принципы исламского государства, изложенные лидером Исламской революции, содержатся и в Конституции Ирана. Так, в Преамбуле сказано о том, что правление государством основано на принципе «Велаят-е-факих», что означает правление исламского богослова. Законотворчество совершается в рамках Корана и Сунны и требует контроля со стороны праведного факиха. То же самое можно отметить и про систему правосудия, которую представляют судьи, владеющие исламскими нормами. Более того, Иран является единственной страной в мире, в Конституции которой закреплено положение о том, что абсолютная власть принадлежит Богу  Архивная копия от 1 июля 2017 на Wayback Machine.
Таким образом, идеология Ирана построена на религиозной основе и представляет собой строгое и неукоснительное соблюдение правил и законов шариата.
В соответствии с этим, верховная власть в стране принадлежит духовному лицу, которое контролирует все сферы государственной деятельности. Тем не менее, иранское государство носит демократический характер. Например, в Конституции закреплена свобода печати, свобода собраний и демонстраций, но с условием того, что данные права будут использованы без нарушений норм ислама. Следовательно, идеология ИРИ базируется на шариате, но без нарушений прав человека — и наоборот: права человека могут претворяться в жизнь, исключая нарушения законов шариата
.
Таким образом, Иран является практически единственным государством в мире, где государственная система построена на религиозной основе, но с демократическим оттенком. В самом начале существования режима внутреннее положение страны было крайне неудовлетворительным — это касается и экономической, и социальной сфер. Но на данном этапе развития в Иране наблюдается некоторое послабление. Например, женщине не обязательно одевать хиджаб, достаточно лишь закрыть голову платком .
При принятии новых внешнеполитических установок после создания Исламской Республики Иран акцент был сделан на религию и её распространение по всему миру. Таким образом, Иран обозначил себя как идеократическое государство, то есть государство, которое не преследует во внешней политике эгоистические национальные интересы, а стремится распространить свою идеологию как можно шире. Отсюда вытекают и попытки иранского руководства экспортировать исламскую революцию.
Результатом такого внешнеполитического курса ИРИ стало то, что Исламская революция становится образцом для подражания исламистов всех стран. Также и Хомейни всегда подчеркивал, что объектом экспорта революции является весь мир, а ислам защищает не только мусульман, но и всех «угнетенных», то есть и приверженцев других религий .
Политику экспорта исламской революции в другие страны Иран планировал осуществить с опорой на шиитские общины. Так, в 1979 году с этой целью учреждается институт спецпредставителей имама Хомейни в мусульманских странах и Бюро по связям с освободительными движениями. А в 1982 году был принят закон «О защите всемирных исламских освободительных движений».
Непосредственное влияние курс Ирана на экспорт исламской революции оказал на ирано-иракскую войну и внутреннюю обстановку в Судане. Например, официальной причиной войны между Ираном и Ираком считается спор о пограничных районах по реке Шатт-Эль-Араб, которая разделяет две страны. Но на самом деле целью Ирака было свержение режима Хомейни, а для Ирана, наоборот, установление в Ираке шиитского и идеократического правления по собственному образцу.
Претензии иранского руководства к иракскому режиму связаны ещё и с тем, что Ирак в рассматриваемый период сотрудничал с США и во время войны с Ираном американские власти, к тому ещё и советские, поставляли Саддаму Хусейну оружие.
Таким образом, можно выделить ещё принцип внешней политики Ирана, составляющий идеологию государства. Речь идет о противостоянии империализму — сверхдержавам Запада и Востока.
Так, после победы Исламской революции в 1979 году, Рухолла Хомейни провозгласил девиз во внешней политике: «Ни Восток, ни Запад — Исламская Республика». В этих словах и сформулирована антиамериканская и антисоветская направленность.
Таким образом, подводя итоги этой главы, следует выделить и обобщить основные тезисы Ирана. Так, иранская идеология основывается на трёх фундаментальных принципах, которые вытекают из Конституции ИРИ и составляют внешнеполитический курс:
1. принцип велайат-е-факих — руководство богослова-законоведа, замещающего или представляющего «сокрытого» 12 имама. Принцип позволяет создать исламское государство в современном мире даже при отсутствии наследника Пророка Мухаммеда;
2. дихотомическое видение мира, разделенного на угнетателей и угнетенных: интересы последних стремиться защитить исламская революция;
3. националистический в основе и панисламский по форме призыв к борьбе против сверхдержав Запада и Востока, стремящихся к господству над странами «третьего мира».